# Echiniscus ranzii
Echiniscus ranzii är en djurart som tillhör fylumet trögkrypare, och som beskrevs av Giuseppe Ramazzotti 1964. Echiniscus ranzii ingår i släktet Echiniscus och familjen Echiniscidae. Inga underarter finns listade i Catalogue of Life.